# Léon t'Serstevens (atleet)
Léon Adolphe Eugène t'Serstevens (Elsene, 24 september 1876 - Menton, 29 november 1931) was een Belgische atleet, die gespecialiseerd was in de sprint. Hij behaalde op twee verschillende nummers in totaal vijf Belgische titels.

## Biografie
Tussen 1895 en 1897 won t'Serstevens drie opeenvolgende Belgische titels op de 100 m. In 1895 en 1896 won hij ook het kampioenschap op de 400 m. In 1898 nam hij niet deel aan de Belgische kampioenschappen.
In 1896 liep t'Serstevens een 200 m in 23,4 s. Dat werd later erkend als het eerste Belgische record.
t'Serstevens was aangesloten bij Athletic and Running Club Brussel. Bij die club speelde hij ook voetbal als buitenspeler. Hij stopte zijn sportactiviteiten als hij afstudeerde als ingenieur aan de Universiteit van Brussel.

## Belgische kampioenschappen
| Onderdeel | Jaar             |
| --------- | ---------------- |
| 100 m     | 1895, 1896, 1897 |
| 400 m     | 1895, 1896       |

## Persoonlijk record
| Onderdeel | Prestatie | Datum             | Plaats  |
| --------- | --------- | ----------------- | ------- |
| 200 m     | 23,4 s    | 22 september 1896 | Brussel |

## Palmares

### 100 m
- 1895:  BK AC - 11,6 s
- 1896:  BK AC - 11,4 s
- 1897:  BK AC - 11,4 s

### 400 m
- 1895:   BK AC - 52,4 s
- 1896:   BK AC - 54,2 s
- 1897:   BK AC